# Nant-le-Petit
Nant-le-Petit és un municipi francès situat al departament del Mosa i a la regió del Gran Est. L'any 2007 tenia 85 habitants.

## Demografia

### Població
El 2007 la població de fet de Nant-le-Petit era de 85 persones. Hi havia 36 famílies, de les quals 8 eren unipersonals (4 homes vivint sols i 4 dones vivint soles), 16 parelles sense fills, 8 parelles amb fills i 4 famílies monoparentals amb fills.
La població ha evolucionat segons el següent gràfic:
Habitants censats

### Habitatges
El 2007 hi havia 44 habitatges, 39 eren l'habitatge principal de la família, 1 era una segona residència i 4 estaven desocupats. 41 eren cases i 2 eren apartaments. Dels 39 habitatges principals, 32 estaven ocupats pels seus propietaris i 7 estaven llogats i ocupats pels llogaters; 6 tenien tres cambres, 6 en tenien quatre i 27 en tenien cinc o més. 33 habitatges disposaven pel capbaix d'una plaça de pàrquing. A 22 habitatges hi havia un automòbil i a 14 n'hi havia dos o més.

### Piràmide de població
La piràmide de població per edats i sexe el 2009 era:
| Homes | Edats   | Dones |
| ----- | ------- | ----- |
| 0     | 95 o +  | 0     |
| 0     | 90 a 94 | 0     |
| 0     | 85 a 89 | 8     |
| 0     | 80 a 84 | 0     |
| 8     | 75 a 79 | 4     |
| 0     | 70 a 74 | 0     |
| 4     | 65 a 69 | 4     |
| 0     | 60 a 64 | 0     |
| 8     | 55 a 59 | 4     |
| 0     | 50 a 54 | 4     |
| 0     | 45 a 49 | 4     |
| 4     | 40 a 44 | 0     |
| 4     | 35 a 39 | 0     |
| 4     | 30 a 34 | 4     |
| 0     | 25 a 29 | 4     |
| 4     | 20 a 24 | 0     |
| 0     | 15 a 19 | 4     |
| 0     | 10 a 14 | 0     |
| 0     | 5 a 9   | 0     |
| 4     | 0 a 4   | 0     |

## Economia
El 2007 la població en edat de treballar era de 53 persones, 41 eren actives i 12 eren inactives. De les 41 persones actives 36 estaven ocupades (17 homes i 19 dones) i 5 estaven aturades (4 homes i 1 dona). De les 12 persones inactives 5 estaven jubilades, 4 estaven estudiant i 3 estaven classificades com a «altres inactius».
Activitats econòmiques
Dels 4 establiments que hi havia el 2007, 1 era d'una empresa de construcció, 1 d'una empresa de comerç i reparació d'automòbils, 1 d'una empresa d'hostatgeria i restauració i 1 d'una empresa classificada com a «altres activitats de serveis».
Dels 2 establiments de servei als particulars que hi havia el 2009, 1 era una perruqueria i 1 restaurant.
L'any 2000 a Nant-le-Petit hi havia 4 explotacions agrícoles.

## Poblacions més properes
El següent diagrama mostra les poblacions més properes.